# وال (گروه موسیقی)
وال (به انگلیسی: VAL) گروه موسیقی بلاروسی است.
آن‌ها نماینده بلاروس در یوروویژن ۲۰۲۰ بودند ولی این مسابقات به دلیل دنیاگیری کووید-۱۹ برگزار نشد.